# Aldo Poy
Aldo Pedro Poy (Rosario, 14 settembre 1945) è un ex calciatore argentino, di ruolo attaccante.

## Carriera

### Giocatore

#### Club
Ha trascorso tutta la carriera con la maglia del Rosario Central con cui ha vinto due campionati nazionali argentini (1971, 1973). Nel 1971, un suo gol di testa in tuffo, chiamato "la palomita", garantì la vittoria nella semifinale del campionato nazionale nel derby col Club Atlético Newell's Old Boys, poi successivamente vinto in finale con il Club Atlético San Lorenzo de Almagro.
Si è ritirato nel 1979.

#### Nazionale
A livello internazionale ha fatto parte della nazionale argentina dal 1973 al 1974, partecipando ai Mondiali. In totale, con la maglia albiceleste, Poy disputò 2 partite.

## Palmarès

### Club

#### Competizioni nazionali
- Campionato argentino: 2

Rosario Central: Nacional 1971, Nacional 1973